# 压电电动机
压电电动机是利用压电材料在施加电场后形状改变的原理而制成的电动机。有的压电电动机利用了逆压电效应，即材料为了线性或转动运动而发生声学的或者超声的振动。在另一种机制里，单板的延伸被用来产生一系列的伸展和定位，就像毛毛虫的前进机制一样。